# Пустамергеш
Пустамергеш (мађ. Pusztamérges) је село у Мађарској, јужном делу државе. Село управо припада Морахаломском срезу Чонградско-чанадске жупаније, са седиштем у Сегедину.

## Природне одлике
Насеље Пустамергеш налази у јужном делу Мађарске.
Подручје око насеља је равничарско (Панонска низија), приближне надморске висине око 120 m. Око од насеља се пружа Телечка пешчара.

## Становништво
Према подацима из 2013. године Пустамергеш је имао 1.187 становника. Последњих година број становника опада.
Претежно становништво у насељу су Мађари римокатоличке вероисповести.